# Joergensenia
Joergensenia is een monotypisch geslacht van schimmels behorend tot de orde Lecanorales. Het bevat alleen Joergensenia cephalodina.